# Lijst van voetbalinterlands Indonesië - Zuid-Vietnam
Deze lijst van voetbalinterlands is een overzicht van alle officiële voetbalwedstrijden tussen de nationale teams van Indonesië en Zuid-Vietnam. De landen speelden twaalf keer tegen elkaar. De eerste ontmoeting, een vriendschappelijke wedstrijd, werd gespeeld in Shah Alam (Maleisië) op 5 september 1957. De laatste confrontatie, een kwalificatiewedstrijd voor de Azië Cup 1976, vond plaats op 17 maart 1975 in Bangkok (Thailand).

## Wedstrijden
| №  | Plaats       | Datum             | Competitie                 | Wedstrijd                | Uitslag |
| -- | ------------ | ----------------- | -------------------------- | ------------------------ | ------- |
| 1  | Shah Alam    | 5 september 1957  | Vriendschappelijk          | Zuid-Vietnam − Indonesië | 1 − 3   |
| 2  | Kuala Lumpur | 2 september 1958  | Vriendschappelijk          | Zuid-Vietnam − Indonesië | 1 − 4   |
| 3  | Kuala Lumpur | 13 augustus 1960  | Vriendschappelijk          | Zuid-Vietnam − Indonesië | 3 − 5   |
| 4  | Jakarta      | 26 augustus 1962  | Aziatische Spelen 1962     | Zuid-Vietnam − Indonesië | 0 − 1   |
| 5  | Kuala Lumpur | 14 september 1962 | Vriendschappelijk          | Zuid-Vietnam − Indonesië | 1 − 2   |
| 6  | Bangkok      | 11 december 1966  | Aziatische Spelen 1966     | Indonesië − Zuid-Vietnam | 0 − 0   |
| 7  | Bangkok      | 21 november 1969  | Vriendschappelijk          | Indonesië − Zuid-Vietnam | 3 − 1   |
| 8  | Bangkok      | 9 november 1970   | Vriendschappelijk          | Indonesië − Zuid-Vietnam | 5 − 3   |
| 9  | Seoel        | 4 mei 1971        | Vriendschappelijk          | Indonesië − Zuid-Vietnam | 9 − 1   |
| 10 | Saigon       | 10 november 1974  | Vriendschappelijk          | Zuid-Vietnam − Indonesië | 2 − 0   |
| 11 | Bangkok      | 13 december 1974  | Vriendschappelijk          | Indonesië − Zuid-Vietnam | 1 − 2   |
| 12 | Bangkok      | 17 maart 1975     | Azië Cup 1976 kwalificatie | Indonesië − Zuid-Vietnam | 2 − 1   |

## Samenvatting
| Competitie            | Totaal gespeeld | Winst Indonesië | Gelijk | Winst Zuid-Vietnam | Doelsaldo Indonesië – Zuid-Vietnam |
| --------------------- | --------------- | --------------- | ------ | ------------------ | ---------------------------------- |
| Azië Cup-kwalificatie | 1               | 1               | 0      | 0                  | 2 − 1                              |
| Aziatische Spelen     | 2               | 1               | 1      | 0                  | 1 − 0                              |
| Vriendschappelijk     | 9               | 7               | 0      | 2                  | 32 − 15                            |
| Totaal                | 12              | 9               | 1      | 2                  | 35 − 16                            |

PSSI · 
Indonesisch vrouwenelftal
WK 1938
OS 1956
Afghanistan ·
Andorra ·
Argentinië ·
Australië ·
Bahrein ·
Bangladesh ·
Bhutan ·
Bosnië en Herzegovina ·
Brunei ·
Bulgarije ·
Burundi ·
Cambodja ·
Canada ·
China ·
Cuba ·
Curaçao ·
DDR ·
Denemarken ·
Dominicaanse Republiek ·
Egypte ·
Estland ·
Fiji ·
Filipijnen ·
Ghana ·
Guinee ·
Guyana ·
Hongarije ·
Hongkong ·
India ·
Irak ·
Iran ·
Jamaica ·
Japan ·
Jemen ·
Joegoslavië ·
Jordanië ·
Kameroen ·
Kenia ·
Kirgizië ·
Koeweit ·
Kroatië ·
Laos ·
Liberia ·
Libië ·
Liechtenstein ·
Litouwen ·
Malediven ·
Maleisië ·
Malta ·
Marokko ·
Mauritius ·
Moldavië ·
Myanmar ·
Nederland ·
Nepal ·
Nieuw-Zeeland ·
Nigeria ·
Noord-Korea ·
Oezbekistan ·
Oman ·
Oost-Timor ·
Pakistan ·
Palestina ·
Papoea-Nieuw-Guinea ·
Paraguay ·
Puerto Rico ·
Qatar ·
Saoedi-Arabië ·
Senegal ·
Singapore ·
Sri Lanka ·
Syrië ·
Taiwan ·
Tanzania ·
Thailand ·
Turkmenistan ·
Uruguay ·
Vanuatu ·
Verenigde Arabische Emiraten ·
Vietnam ·
Zimbabwe ·
Zuid-Jemen ·
Zuid-Korea ·
Zuid-Vietnam
VFA
1949 – 1959 · 
1960 – 1969 · 
1970 – 1975
Azië Cup 1956 · 
Azië Cup 1960
Australië ·
Bangladesh ·
Cambodja ·
Filipijnen ·
Hongkong ·
India ·
Indonesië ·
Israël ·
Japan ·
Koeweit ·
Laos ·
Maleisië ·
Myanmar ·
Nieuw-Zeeland ·
Pakistan ·
Singapore ·
Taiwan ·
Thailand ·
Zuid-Korea